# Petasiger nitidus
Petasiger nitidus är en plattmaskart. Petasiger nitidus ingår i släktet Petasiger och familjen Echinostomatidae. Inga underarter finns listade i Catalogue of Life.